# Alors regarde (chanson)
Pour les articles homonymes, voir Alors regarde.
Singles de Patrick Bruel
J'te l'dis quand même
(1990) Place des grands hommes
(1991)
Alors regarde est une chanson écrite, composée et interprétée par Patrick Bruel, parue le 9 novembre 1989 sur l'album du même nom, puis en single le 3 septembre 1990 en format vinyle et CD.  
Le titre est classé durant dix-neuf semaines consécutives au Top 50 du 29 septembre 1990 au 2 février 1991, dont douze dans les dix meilleures ventes de singles. Le single s'est vendu à plus de 200 000 exemplaires en France.
Éloge de l'engagement, la chanson combat l'indifférence face aux souffrances du monde, “ces appels au secours, ces enfants qu'on bouscule”. Bruel veut ouvrir les yeux des gens, d'où le titre Alors regarde.
En 2007, Bruel a interprété la chanson en duo avec Quentin lors de la Star Academy 7.

## Classement
| Classement (1990-91)          | Meilleure position |
| ----------------------------- | ------------------ |
| France (SNEP)                 | 3                  |
| Québec (Palmarès Francophone) | 14                 |